# Maria Szraiber
Maria Szraiber (ur. 3 sierpnia 1943 w Chorzowie) – polska pianistka, profesor sztuk muzycznych, juror konkursów pianistycznych. 

## Życiorys
Maria Szraiber uczyła się w Liceum Muzycznym w Bytomiu w klasie fortepianu prof. Wandy Chmielowskiej, spadkobierczyni tradycji słynnej szkoły Teodora Leszetyckiego. Ukończyła z wyróżnieniem studia w Państwowej Wyższej Szkole Muzycznej w Katowicach pod kierunkiem prof. Bolesława Woytowicza pianisty i kompozytora, wychowanka Aleksandra Michałowskiego, spadkobiercy tradycji chopinowskiej Karola Mikulego, ucznia Fryderyka Chopina. Studia kontynuowała podczas stypendialnego pobytu w Konserwatorium im. Piotra Czajkowskiego w Moskwie, gdzie kształciła się pod kierunkiem Tatjany Nikołajewej i Rudolfa Kerera.
Koncertuje na estradach polskich i zagranicznych. Występowała w wielu krajach Europy, a także w USA, Chinach, Japonii, Korei Płd. i Australii. W swoim dorobku ma szereg nagrań. Na stanowisku profesora zwyczajnego w Uniwersytecie Muzycznym Fryderyka Chopina w Warszawie prowadzi pianistyczne studia magisterskie, doktoranckie i podyplomowe dla studentów polskich i zagranicznych. Była dwukrotnie wybierana na stanowisko dziekana Wydziału Fortepianu, Klawesynu i Organów (1993–1999), pełniła także funkcję kierownika Katedry Fortepianu.
Od wielu lat prowadzi kursy pianistyczne w kraju i za granicą oraz wygłasza wykłady o tematyce związanej z pianistyką. Zasiada również w komisjach konkursowych różnorodnych konkursów pianistycznych. Prowadzi cykl wspomnieniowo-koncertowy Nestorzy Polskiej Pianistyki. Owocem cyklu jest dwutomowa publikacja pod tym samym tytułem, zawierającą biografie oraz zapis treści spotkań poświęconych Zbigniewowi Drzewieckiemu, Jerzemu Lefeldowi, Aleksandrowi Michałowskiemu, Stanisławowi Szpinalskiemu, Józefowi Śmidowiczowi, Margericie Trombini-Kazuro, Józefowi Turczyńskiemu, Marii Wiłkomirskiej i Jerzemu Żurawlewowi. Publikacji, wydanej również w języku angielskim, towarzyszą płyty CD z nagraniami przedstawionych w niej pianistów.
W 2011 roku z okazji Święta Uniwersytetu Muzycznego Fryderyka Chopina została odznaczona Złotym Medalem za Długoletnią Służbę.
W 2021 roku otrzymała Order Wschodzącego Słońca, Złote Promienie ze Wstęgą.